# Anthony Cameron
Anthony Cameron –conocido como Tony Cameron– (21 de marzo de 1941) es un jinete irlandés que compitió en la modalidad de concurso completo. Ganó dos medallas de plata en el Campeonato Europeo de Concurso Completo, en los años 1962 y 1965.

## Palmarés internacional
| Campeonato Europeo | Campeonato Europeo     | Campeonato Europeo | Campeonato Europeo |
| Año                | Lugar                  | Medalla            | Categoría          |
| ------------------ | ---------------------- | ------------------ | ------------------ |
| 1962               | Burghley (Reino Unido) | Medalla de plata   | Por equipos        |
| 1965               | Moscú (URSS)           | Medalla de plata   | Por equipos        |